# Некрасов, Борис Николаевич
Борис Николаевич Некрасов (1873—1943) — русский педагог.

## Биография
Родился в Санкт-Петербурге 27 января (8 февраля) 1873 года в семье потомственного дворянина. В 1890 году с золотой медалью окончил филологическую гимназию при Петербургском историко-филологическом институте, а в июне 1894 года, также с отличием — полный курс по разряду древних языков историко-филологического института. 
С 1 августа 1894 года был преподавателем древних языков в Санкт-Петербургской гимназии К. Мая. С 20 февраля 1898 по 1 сентября 1899 года он преподавал во Второй гимназии, затем переведён в 6-ю Санкт-Петербургскую гимназию, где работал в течение трёх лет: с 1 августа 1900 по 8 августа 1903 года. 
В январе 1903 года получил орден Св. Станислава 2-й степени, а в августе 1903 года в чине коллежского советника он был назначен директором Симбирской классической гимназии. В этом же году Учёный комитет Министерства народного просвещения удостоил Б. Н. Некрасова золотой медали за сочинение на соискание премии имени императора Петра Великого на греческом языке.
С 1 августа 1906 года — статский советник; 1 января 1910 года награждён орденом Св. Анны 2-й степени.
Страсть к азартным играм губительно сказалась на его карьере. В 1910 году он потратил на оплату своего карточного долга часть так называемых «специальных средств» гимназии (деньги, внесённые гимназистами за учёбу); недостача была обнаружена при ревизии и Некрасов был вынужден оставить службу на посту директора. Однако педагогическую деятельность он продолжил; стал одним из организаторов Симбирского семейно-педагогического кружка. После 1918 года вновь преподавал в средних учебных заведениях.
В 1930-х — начале 1940-х годов Б. Н. Некрасов жил в Грузии. Умер в Тбилиси в 1943 году.
В числе его сочинений:
- К Тациту. Agricola, I. // Филологический обзор. — 1893. — Т. 5.
- Вакханки Еврипида, пер. Анненского: рецензия // Филологический обзор. — 1895. — Т. 8.
- О школьной реформе 1896 г. в Норвегии // Филологический обзор. — 1897.
- О школьном классицизме. Актовая речь, напечатанная в «Отчете С.-Петербургской гимназии К. Мая за 1896-98 уч. г.»

## Семья
Женился 12 апреля 1898 года на дочери коллежского советника Татьяне Германовне Владыкиной. Они имели двух сыновей, родившихся в 1900 и 1903 годах.